# کلارنک دیکاتور هاووی
کلارنک دیکاتور هاووی (انگلیسی: C. D. Howe; ۱۵ ژانویهٔ ۱۸۸۶ – ۳۱ دسامبر ۱۹۶۰) یک سیاستمدار اهل کانادا بود.